# Hamburg
Hamburg (în germană Freie und Hansestadt Hamburg, „Orașul liber și hanseatic Hamburg”) este un oraș portuar din nordul Germaniei, unul din cele 16 landuri federale ale Germaniei. Numele oficial al orașului face referire la legăturile sale cu Liga Hanseatică.  Are 1,8 milioane de locuitori și este astfel al doilea oraș ca număr de populație din Germania și al șaptelea din Uniunea Europeană. Este centrul regiunii metropolitane europene Hamburg, cu o suprafață de 750 km².
Portul Hamburg este principalul port german.

## Așezare geografică
Se găsește în nordul Germaniei, la vărsarea râurilor Alster și Bille în fluviul Elba.
Portul fluvial mareic se întinde cu precădere pe malul sudic al brațului nordic, vizavi de cartierele Altona și St. Pauli. Malurile sunt legate prin poduri precum și prin tunelul vechi al Elbei și tunelurile noi. La nord și la sud de fluviu terenul este o luncă înaltă (Geest), din nisip și grohotiș, apărută în urma glaciațiunilor. Lunca joasă (Marschland sau Marsch) din nisip și mâl, din imediata apropiere a fluviului, este rezultatul a secole de inundații provocate de maree. Ambele maluri sunt însă acum îndiguite, vechi diguri amintesc încă de timpuri în care cartiere întregi stăteau sub apă.
Cele două lacuri din centrul orașului se datorează unui baraj al râului Alster: lacul cel mare se numește Aussenalster, iar cel mic Binnenalster; ultimul este înconjurat de centrul istoric al orașului. În zona centrală a orașului afluenții, ca și Alsterul însuși, sunt parțial canalizați și mărginiți de multe locuri de parcare publice. Mulțimea de râulețe și canale (numite Fleet, dar și Kanal) sunt traversate de circa 2.500 de poduri, Hamburg fiind orașul cu cele mai multe poduri din Europa, mai multe ca Veneția (400), Amsterdam (1.200) și Londra împreuna (de aceea supranumirea „Veneția nordului”).
Granițele actuale ale Hamburgului s-au stabilit abia la 1 aprilie 1937, prin legea Groß-Hamburg-Gesetz. Orașul este atât ca suprafață cât și ca populație al doilea din Germania.
Se mărginește la nord cu landul Schleswig-Holstein și la sud cu landul Niedersachsen.
Îi mai aparțin, administrativ la sectorul „Hamburg Mitte”, insulele Neuwerk, Scharhörn, Nigehörn precum și parcul național "Hamburgisches Wattenmeer" de la gura Elbei.

### Ape curgătoare
- Alster, cu afluenții: Wandse, Eilbek, Osterbek, Goldbek, Tarpenbek, Isebek
- Bille
- Elba, cu multe brațe: nord, sud, Dove Elbe, Gose Elbe, etc.
- Este
- Flottbek
- Seeve

### Înălțimi
Hasselbrack, 116,2 m peste nivelul mării, ramura de nord a dealurilor din Harburg (Harburger Berge).

## Împărțire administrativă

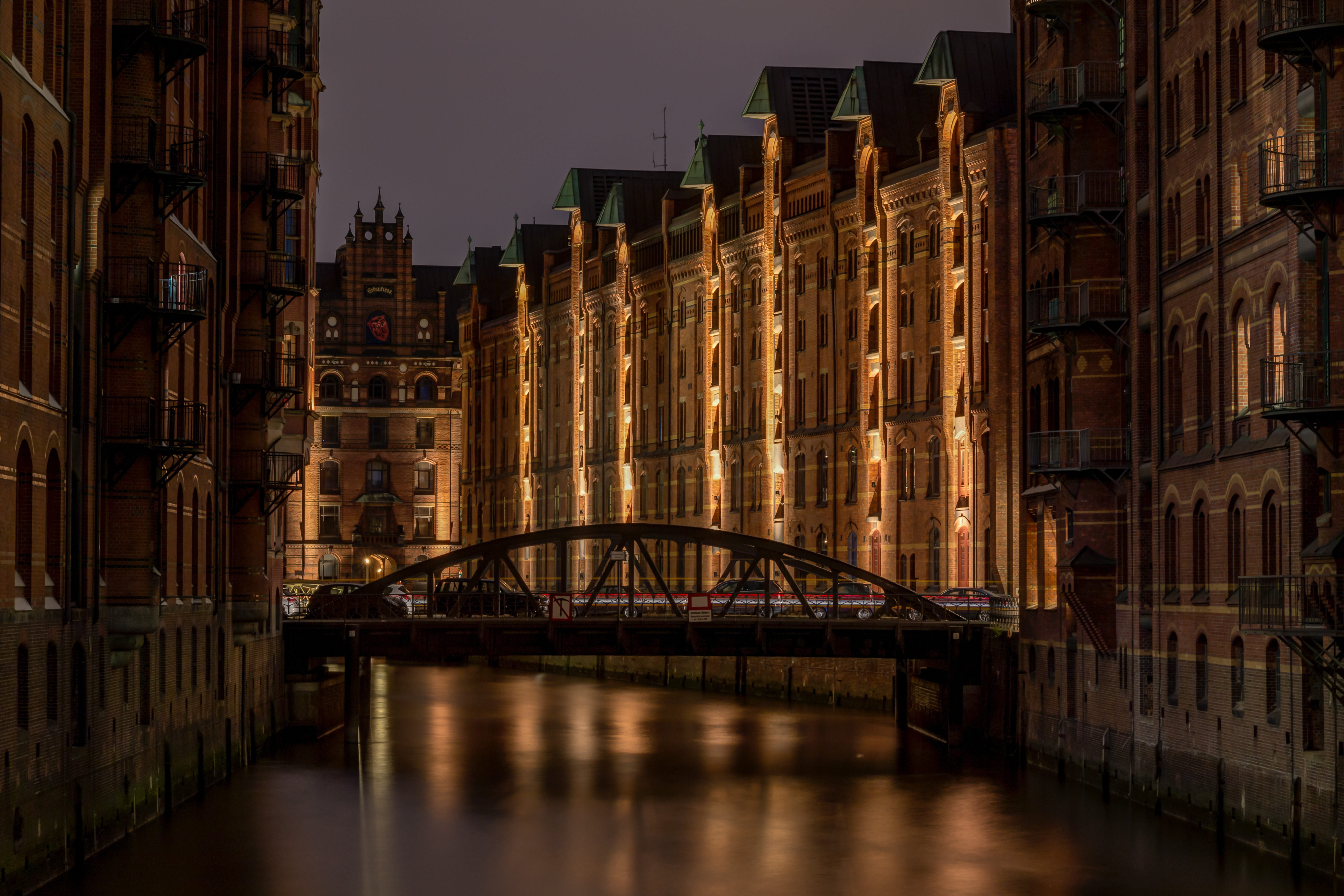
Imagine nocturnă din Speicherstadt (monument aflat pe lista UNESCO a patrimoniului universal)

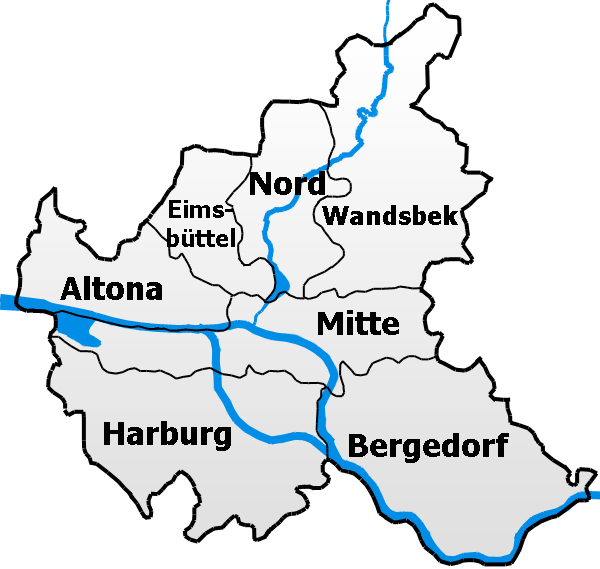
Sectoarele Hamburgului

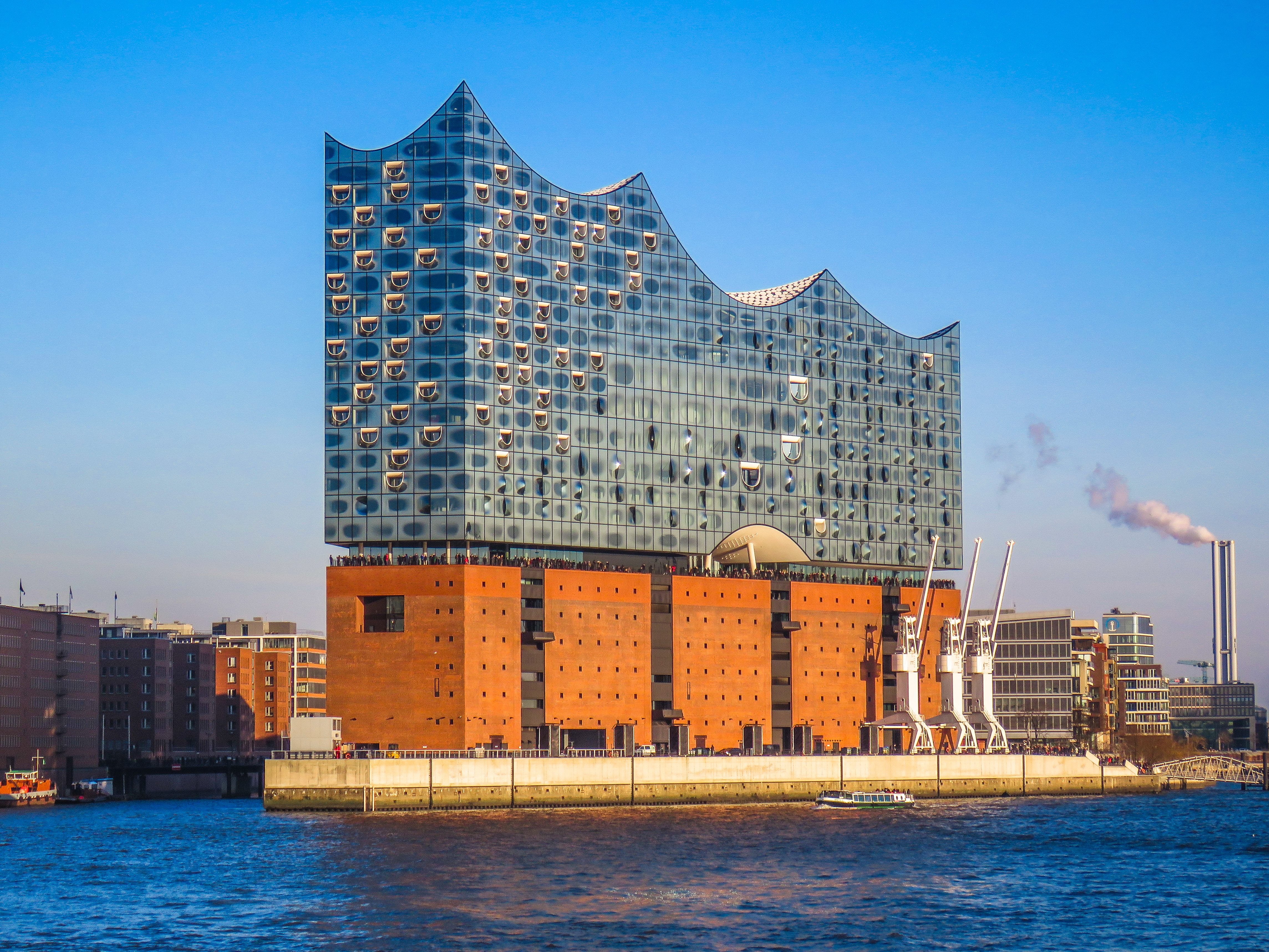
Elbphilharmonie

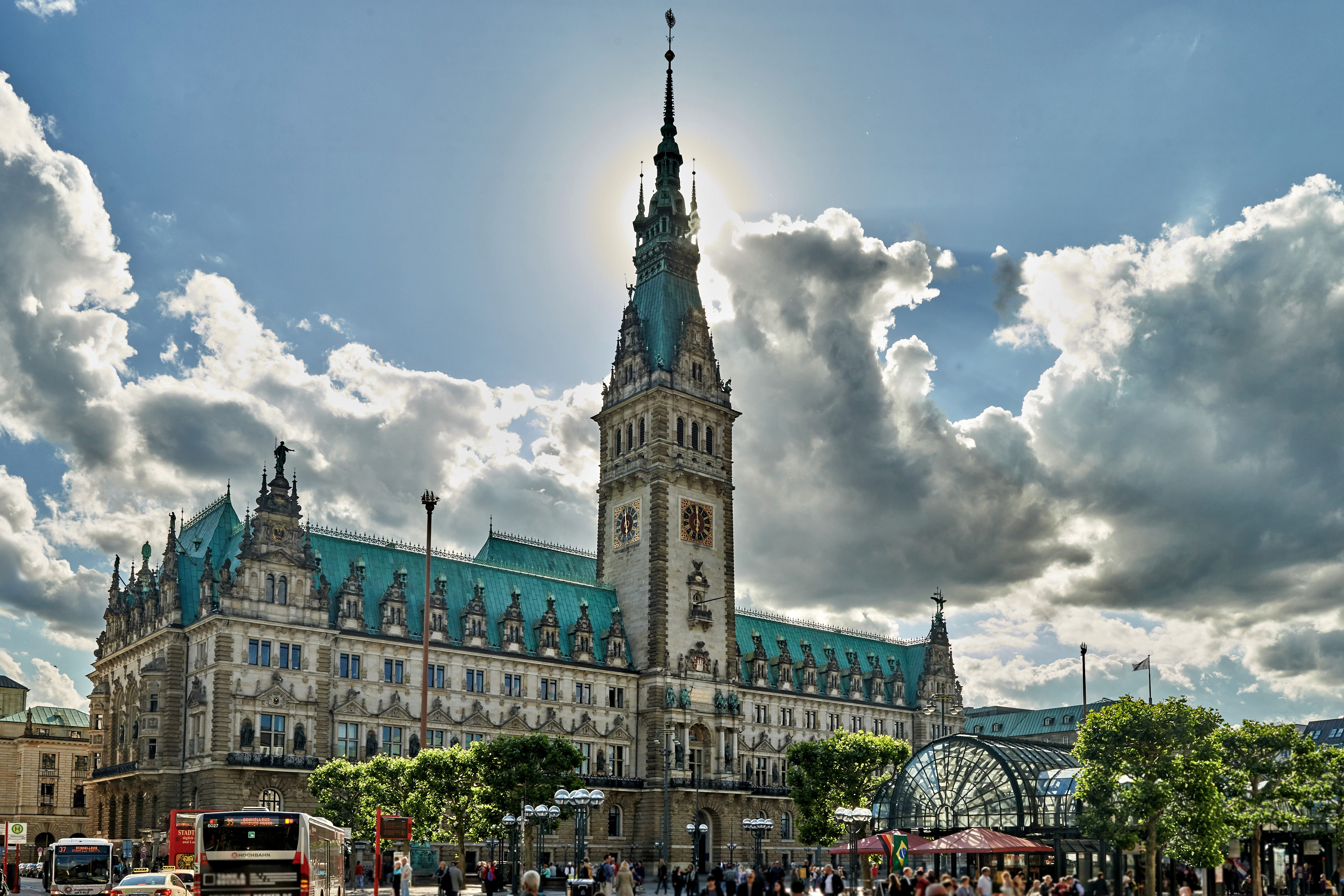
Primăria din Hamburg (rathaus în germană)

Hamburg este împărțit în 7 sectoare. Fiecare dispune de un parlament de sector (întrunire de sector), cu drepturi administrative foarte îngrădite. Sectoarele sunt subîmpărțite în cartiere, în total 104. Cele din apropierea centrului de sector sunt de regulă administrate direct de aceste oficii centrale, celelalte de unul din cele în total 15 oficii locale.

## Peisaj Urban

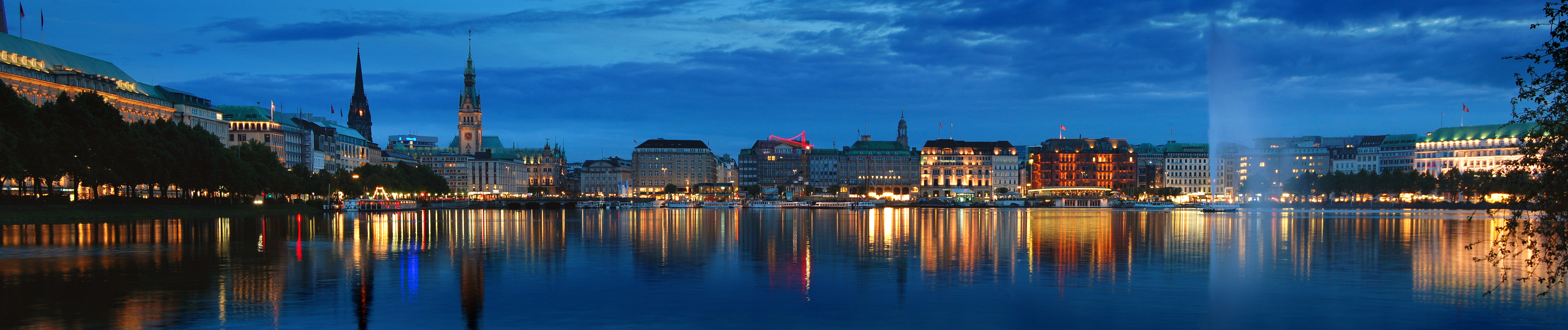
Vedere panoramică a Binnenalsterului (unul dintre două lacuri artificiale din Hamburg)

### Arhitectură

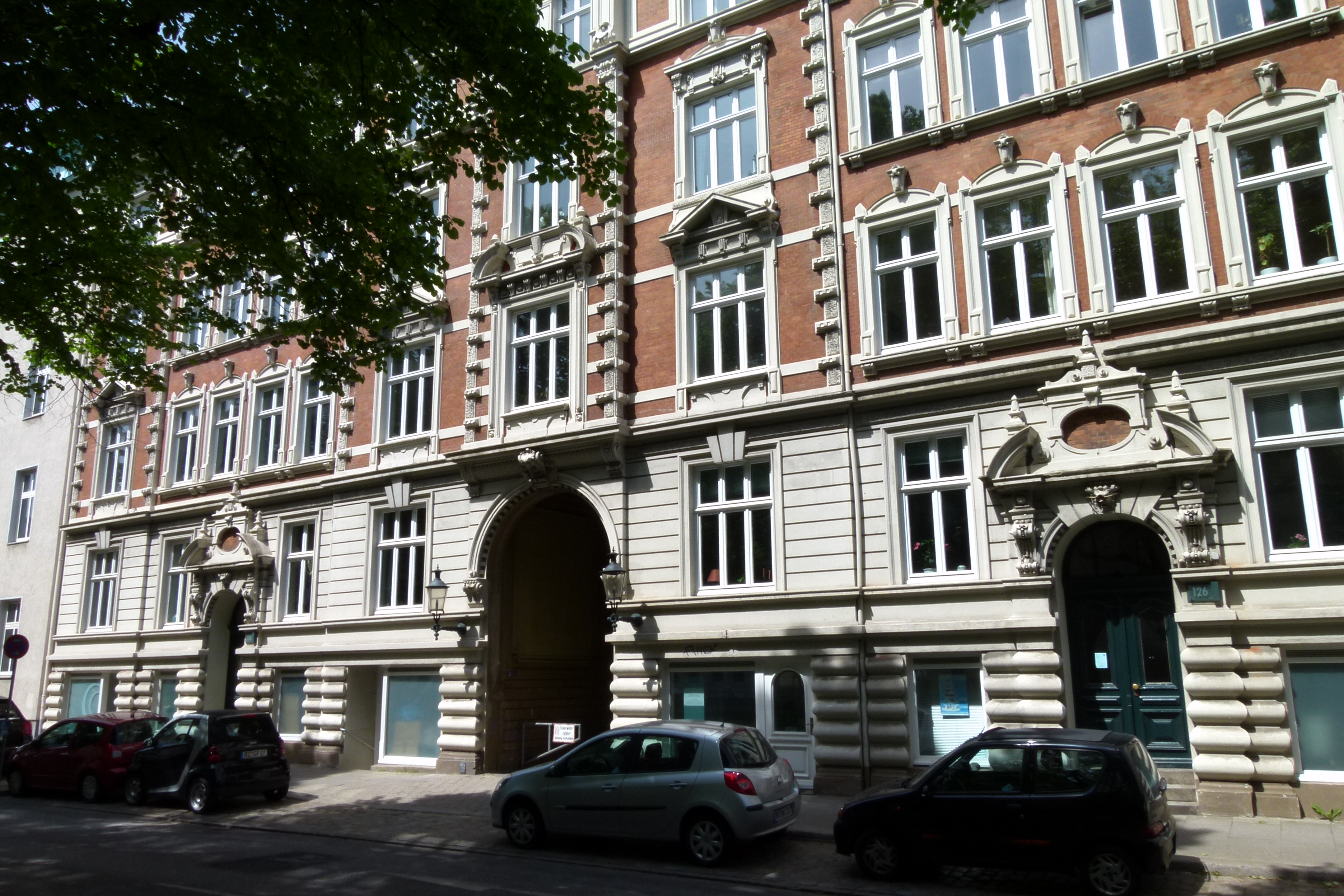
Numeroase case istorice din Hamburg, de pe bulevardul Palmaille. Aproape 25,000 de case sunt din perioada Gründerzeit

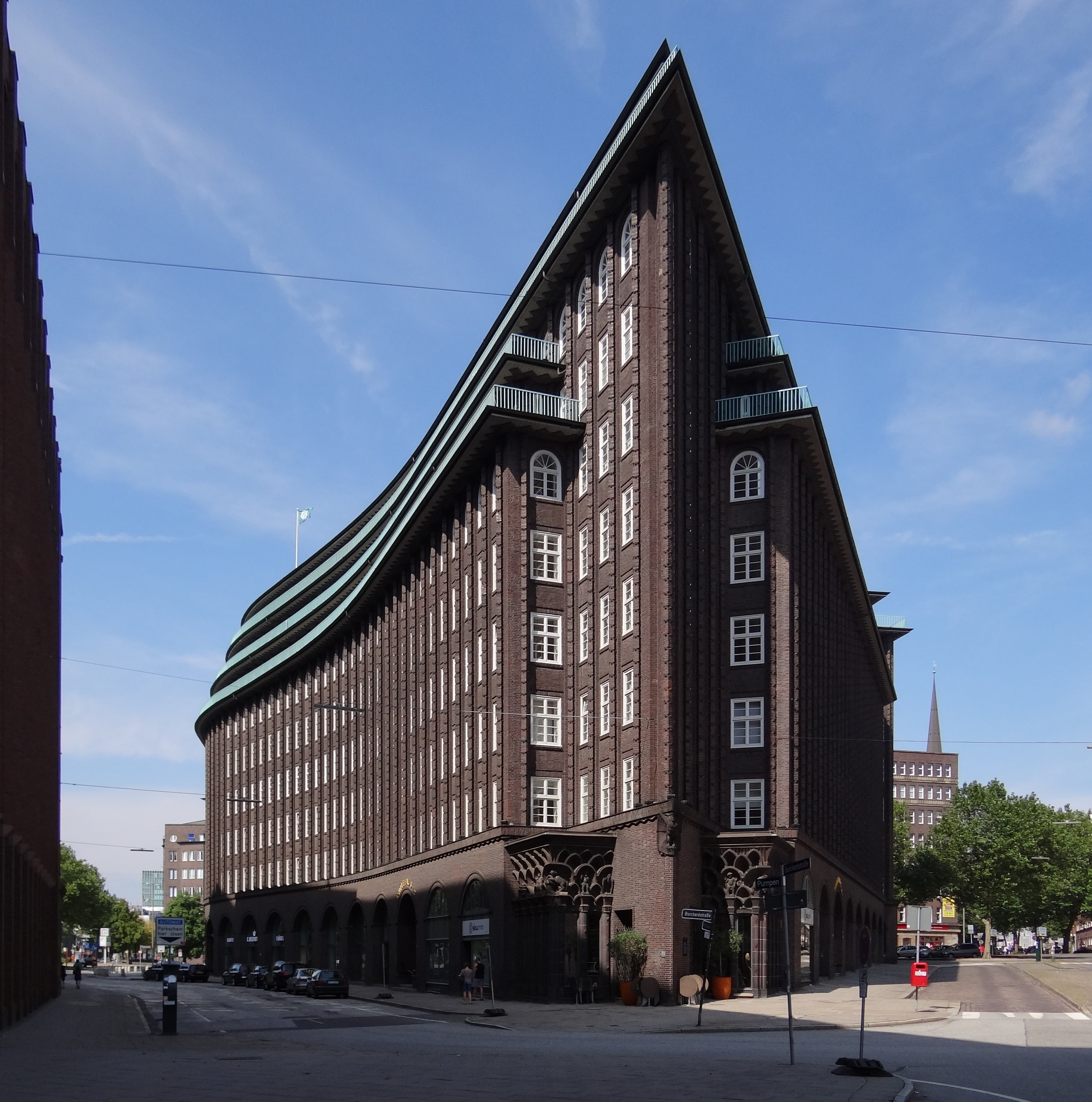
Chilehausul, cu o fațadă tipică de cărămizi

Orașul are o arhitectură mixtă în mare parte între clădiri moderne (blocuri de locuințe, zgârie-nori, școli și alte instituții) și clădiri istorice.
Hamburg are clădiri de mare semnificație arhitecturală în numeroase stiluri. Biserici sunt importante monumente ale orașului, ca sfântul Nicolae; care a fost cea mai înaltă clădire din lume, pentru o perioadă scurtă în secolul 19, și altele. Ele sunt tipic acoperite cu plăci de cupru. 
Multele pârâuri, canale și râuri din oraș sunt traversate de circa 2,500 de poduri, mai mult decât Londra, Veneția și Amsterdam puse împreună.
Primăria din Hamburg este o clădire bogat-decorată Neorenascentistă, terminată în 1897, turnul atinge 112 metri înălțime. Fațada ei, de 111 metrii lungime, înfățișează împărații Sfântului Imperiu Roman. Chilehausul, o clădire de birouri construită cu o fațadă de cărămizi, a fost planificată de arhitectul Friedrich Höger pentru a arăta ca pachetul oceanic. 
Cea mai mare dezvoltare urbană din Europa din 2008 încoace, HafenCity, va găzdui aproximativ 15.000 de locuitori și 45.000 de lucrători. Planul include proiecte de Rem Koolhaas și Renzo Piano. Elbphilharmonie (Sala Filarmonicii Elbe), deschisă în ianuarie 2017, găzduiește concerte într-o clădire în formă de velă, amplasată deasupra unui vechi depozit, proiectată de arhitecții Herzog & de Meuron.
Numeroasele parcuri ale orașului sunt distribuite peste tot, făcând orașul foarte „înverzit”. Cele mai mari parcuri sunt Stadtpark, Cimitirul Ohlsdorf și Planten un Blomen. Stadtpark, „Parcul Central” din Hamburg, are o peluză mare și un turn de apă imens, care găzduiește una dintre cele mai mari planetarii din Europa. Parcul și clădirile sale au fost proiectate de Fritz Schumacher în anii 1910.

## Climă
Datorita influenței maritime, clima Hamburgului este mai blândă decât în estul continentului. Luna cea mai caldă este iulie (media 17,4 °C), cea mai rece ianuarie (media 1,3 °C). Temperaturi de 28 °C în mijlocul verii nu sunt o raritate. De la 1990 încoace s-au înregistrat, poate și din cauza încălzirii globale a mediului, temperaturi extreme (37,3 °C la 9 august 1992). În medie anuală, precipitațiile ating 774 mm, ceața durează 52 de zile. Iarna pot apărea furtuni foarte puternice. Clima este în tot cursul anului umedă.

## Demografie
Hamburgul a fost în secolul al XVII-lea cel mai mare oraș de pe teritoriul actualei Germanii, nefiind afectat de Războiul de 30 de ani.
Numărul cel mai mare de locuitori l-a avut la 1964 (1,9 mil.). Migrația populației spre zonele limitrofe și stabilirea celor nou veniți cu precădere în acestea a dus la scăderea populației la 1,6 mil. în 1986. Apoi a crescut din nou la 1.744.215 (noiembrie 2005). Pentru următorii 20 de ani se prevede o creștere a populației pâna la 2 mil. locuitori, ceea ce ar însemna pentru Hamburg cea mai dinamica metropolă germană.
În decembrie 2004 255.070 locuitori aveau un pașaport străin, 14,9 % din populație.

## Structura confesională
Orașul are o puternică influență evangelic-luterană din timpul reformei protestante (37% din populație în 2002). Ca port foarte important s-a deschis însă de multă vreme și pentru alte confesiuni. Aici a apărut de exemplu la 1834 prima comunitate baptistă germană. Este un loc important și pentru comunitațile apostolice. Aici s-au despărțit Misiunea generală apostolică creștină de comunitățile apostolice catolice și s-a dezvoltat Biserica apostolică nouă. Din anul 1995 este sediul Arhiepiscopiei romano-catolice Hamburg, cu centrul în Catedrala St. Marien. În anul 2003 proporția romano-catolicilor era de 10,3%. 
În afară de acestea, de pe la 1960 există o proporție mare de musulmani precum și o comunitate evreiască înfloritoare. La 22 iunie 1957 comunitatea Ahmadiyya-Muslim și-a inaugurat în cartierul Stellingen prima moschee din Germania de după al Doilea Război Mondial.

## Limba/Dialecte
Pâna în secolul al XIX-lea limba curentă în Hamburg a fost germana de jos (Niederdeutsch), una din limbile germanice. La mijlocul secolului al XX-lea germana standard (Hochdeutsch), încă din secolul XVI din ce în ce mai folosită în varianta scrisă, i-a luat practic complet locul. Dialectul Hamburger Platt este în continuare înțeles și vorbit de mulți hamburghezi și, ca și alte dialecte nordice, cultivat prin literatură, articole de ziar, dicționare.
Dialectele nordice, cum sunt cel din Hamburg, Brema sau și Plattdeutsch, diferă între ele. Influența germanei de jos asupra germanei standard rămâne însă puternică, mai ales în "Missingsch" (amestec al acestora în spațiul Hamburg-Brema, cu deosebire în vorbirea bisericească). Cel mai cunoscut loc de cultivare a acestor dialecte este teatrul hamburghez Ohnsorg.
Prin imigrările de după 1960 din diverse țări, în multe cartiere s-au constituit zone socio-lingvistice unde adesea, pe lângă germană, se aud și alte limbi: portugheza în zona portului, turca și curda în Altona, St. Georg, Veddel și Wilhelmsburg.

## Istorie

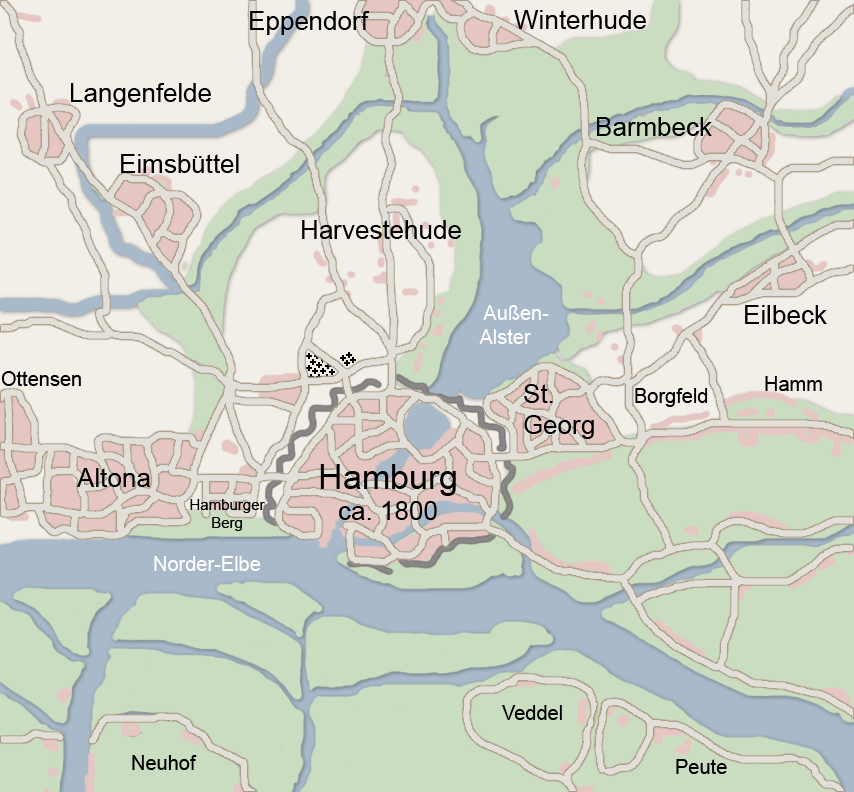
Hamburg la 1800

Cele mai vechi așezări datează din secolul al IV-lea î.Hr. Între secolele IV și VI urmează venirea saxonilor în nordul Germaniei. La 810, pentru misionarea pagânilor din nord, Carol cel Mare ridică un baptister (biserică pentru botezuri). Pentru asigurarea acestuia se construiește castelul Hamburg. În 831 Ludovic cel Pios înființează o episcopie, ridicată la scurtă vreme la rangul de arhiepiscopie. Primul episcop de Hamburg a fost Sfântul Oscar. După împărțirea imperiului carolingian la 843 regiunea a fost invadată pe rând de vikingi și de slavi (obodriți). Arhiepiscopul se mută la Bremen. Datorită privilegiilor portuare și comerciale acordate de împăratul Friedrich I Barbarossa la 1189 asupra întregii regiuni din josul Elbei, orașul a înflorit în Evul Mediu drept centru comercial și producătorul principal de bere al Hansei (600 de fabrici). În secolul al XIV-lea, ca unul din cei mai vechi membri ai Hansei, orașul Hamburg a devenit cel mai important antrepozit și loc de schimb comercial între Marea Nordului și Marea Baltică.
În Al Doilea Război Mondial, orașul a fost bombardat de trupele aliate, care l-au devastat și au ucis peste 55000 de oameni. A fost reconstruit rapid.

## Politică
Primarul orașului, numit în Hamburg Erster Bürgermeister, este în același timp și prim-ministrul guvernului de land (numit în Hamburg Senat). Parlamentul din Hamburg e numit Bürgerschaft.
Fiind vorba de un land (stat federal german), Hamburgul este reprezentat și în Bundesrat (consiliul federal german).
În perioada interbelică și după cel de-al doilea război mondial orașul Hamburg a fost un fief social-democrat. La alegerile din 1931 social-democrații au obținut 27,81% din voturi (46 de mandate), național-socialiștii 26,25% (43 de mandate), comuniștii 21,86% (35 de mandate). Din 1957-2001 primarii orașului Hamburg au fost social-democrați. Între aceștia s-a numărat Klaus von Dohnanyi, fiul disidentului Hans von Dohnanyi.
În anul 2001 a fost ales primar Ole von Beust din partea CDU. Acesta a fost reales în 2004 și în 2008, an în care a format prima coaliție între CDU și Verzi la nivelul unui land din Germania.
Alegerile din 2011 au fost câștigate de SPD, care a obținut 48,4% din voturi, față de 21,9% obținute de CDU. În funcția de primar și prim-ministru de land a fost ales Olaf Scholz, SPD, ales de parlamentul orășenesc la 7 martie 2011. Scholz a fost reales în anul 2015.
Alegerile din 2020 au fost câștigate de SPD, care a obținut 39,2% din voturi, urmat de Verzi, cu 24,2% și de CDU, cu 11,2%.  În funcția de primar a fost ales Peter Tschentscher din partea SPD.

## Transporturi

### Aerian
- Aeroportul Hamburg

### Feroviar
- Hamburg Hauptbahnhof

### Naval
- Portul Hamburg

### Rutier
Mai multe autostrăzi se intersectează la Hamburg, între care Bundesautobahn 1 și Bundesautobahn 7.

## Personalități marcante
Articol principal: Listă de personalități din Hamburg